# Judy O'Bannon
Judith "Judy" O'Bannon Willsey (Downers Grove, 30 de abril de 1935) é a ex-primeira-dama do Estado de Indiana, exercendo essa função de 13 de janeiro de 1997 a 13 de setembro de 2003, durante a administração de seu marido, o governador Frank O'Bannon. Ela tem sido uma líder em desenvolvimento comunitário e de preservação histórica durante grande parte de sua vida, inclusive tendo ajudado a lançar e, em seguida, atuando como presidente do programa Indiana Main Street, e trabalhando nos conselhos da Fundação Indiana Landmarks, do Museu do Estado de Indiana e do National Trust for Historic Preservation. 
Ela também é uma apresentadora vencedora do Emmy e produtora da série de televisão pública WFYI-TV Communities Building Community e Judy O'Bannon's Foreign Exchange, bem como vários especiais únicos. Como presidente da O'Bannon Publishing Company, publicou dois jornais semanais, incluindo o premiado The Corydon Democrat.

## Vida pessoal e educação
Nascida Judith Asmus em Downers Grove, Illinois, sua família se mudou para Indianápolis quando ela era criança. O'Bannon é graduada pela Shortridge High School em Indianápolis. Ela se formou no Phi Beta Kappa com bacharelado em serviço social pela Universidade de Indiana. Ela foi escolhida como Rockefeller Theological Scholar, e foi a primeira mulher a frequentar o Louisville Presbyterian Theological Seminary. Frank e Judy O'Bannon se conheceram em um encontro às cegas enquanto ambos estavam na Universidade de Indiana. Eles se casaram em 18 de agosto de 1957, até sua morte em 13 de setembro de 2003. Eles têm três filhos. Em 29 de novembro de 2013, Judy se casou com o advogado Donald Willsey.

## Primeira-dama de Indiana

### Communities Building Community

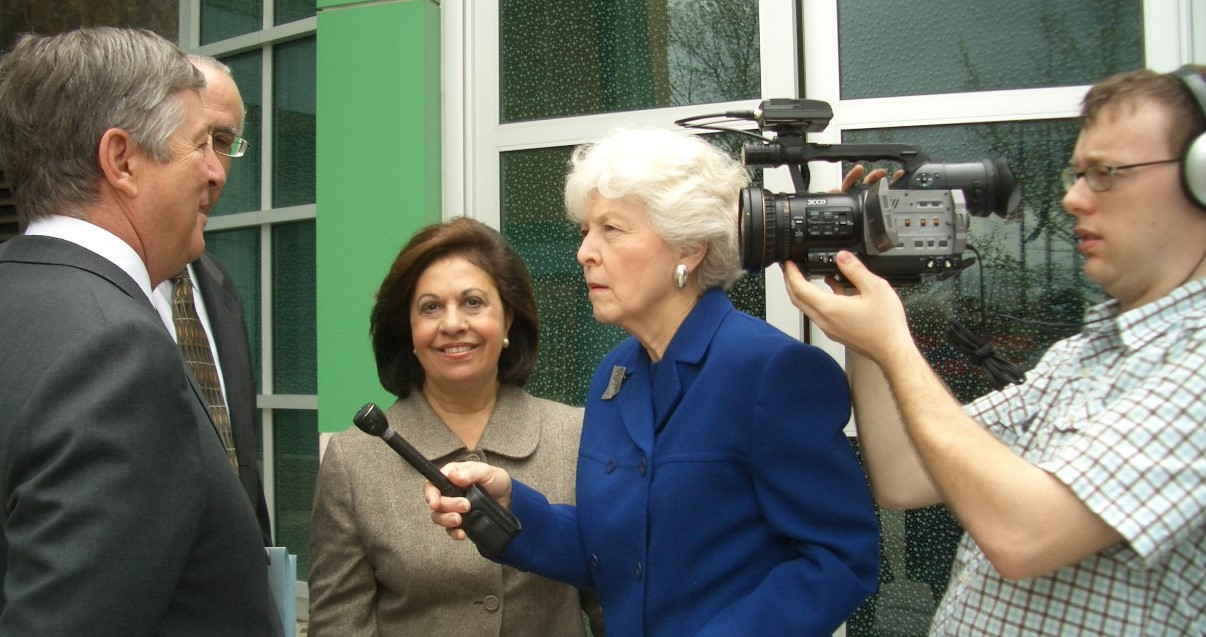
Em 2006, Judy O'Bannon entrevistou o príncipe Alexandre da Iugoslávia junto com Catarina, Princesa Herdeira da Iugoslávia, para Communities Building Community, durante viagens no Leste Europeu

O'Bannon trabalhou como primeira-dama do Estado de Indiana de 13 de janeiro de 1997 até 13 de setembro de 2003. Como primeira-dama, ela liderou iniciativas que resultaram de sua defesa e trabalho ao longo da vida no desenvolvimento comunitário, preservação histórica, educação e artes. Durante o primeiro mandato de seu marido, O'Bannon lançou a iniciativa Hoosier Millennium: Communities Building Community para incentivar os cidadãos de todo o estado a usar a próxima mudança de calendário de um novo milênio como uma oportunidade para fortalecer as comunidades de Indiana, perguntando "Quem somos? De onde viemos? e o que queremos ser no futuro?". O'Bannon entregou as caixas de ferramentas Hoosier Millennium para comunidades e organizações em todo o estado, viajando em um trailer envolto no logotipo da iniciativa, com espaço na parte inferior para que os indivíduos assinassem seus nomes em cada parada.
Cidades, vilas e organizações em todo o estado lançaram programas comunitários como parte da iniciativa Hoosier Millennium, que vão desde a revitalização do centro até apresentações do patrimônio Hoosier, como a produção "Ages of Agriculture" na Universidade Purdue. e o Programa Hoosier Roadside Heritage do Departamento de Transportes de Indiana apresentando flores silvestres e plantas nativas ao longo das rodovias do estado. Com ampla participação de comunidades em todo o estado, em 2001 a iniciativa foi alterada para Indiana 2016 e incentivou os Hoosiers a criar metas para "Onde eles querem estar em 2016", quando o estado comemoraria seu bicentenário.

### A "Sala de Estar do Estado"

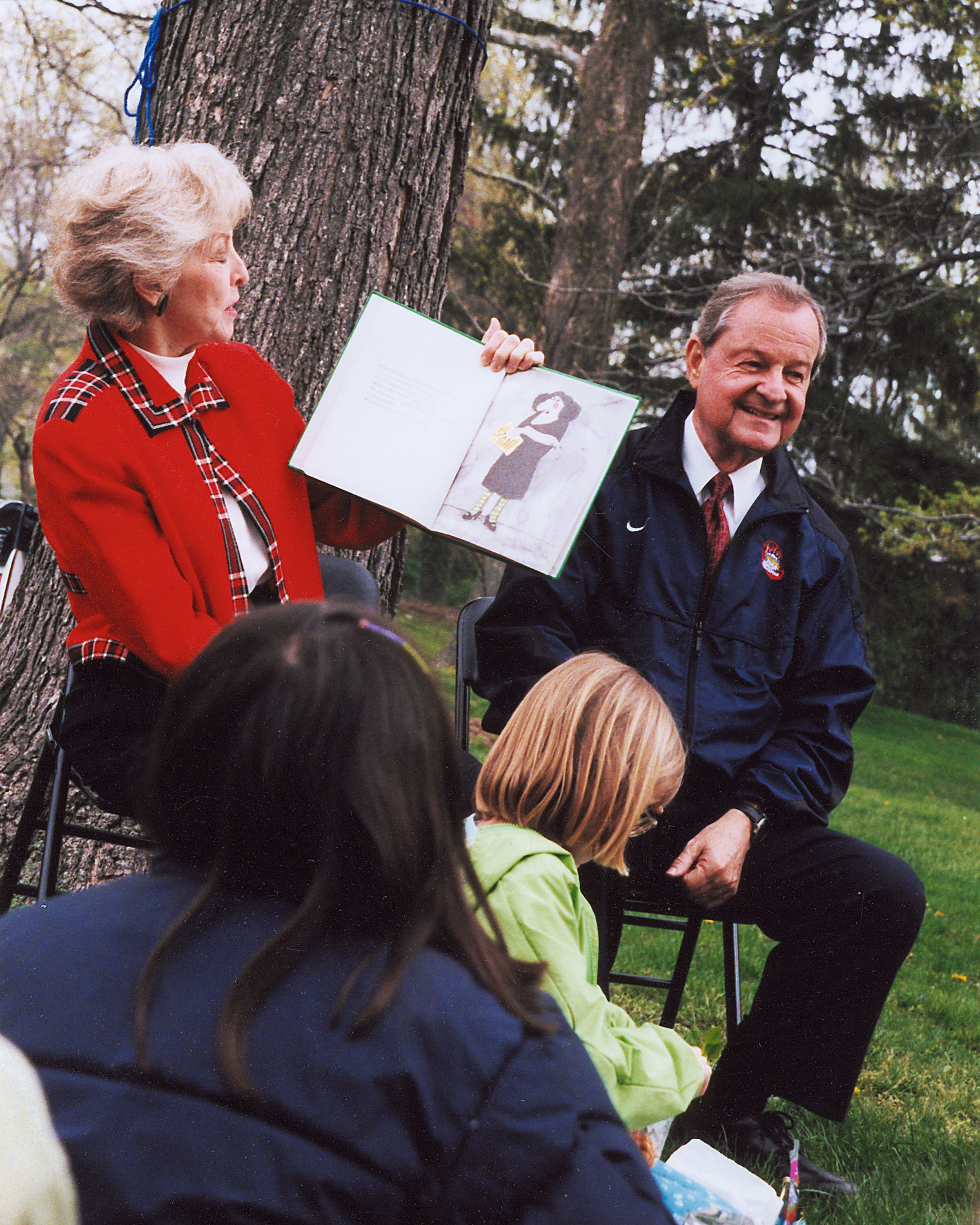
A primeira-dama, junto com o governador, leram histórias para crianças em idade escolar, no Dia de Leitura anual na residência em 1999

Acolhendo mais de 10 000 visitantes por ano, O'Bannon se referiu à Residência do Governador de Indiana como a "Sala de Estar do Estado" e usou o local de alto nível para chamar a atenção para importantes questões da comunidade, incluindo a ampliação dos programas de educação e leitura que eram a pedra angular da agenda de seu marido no Gabinete do Governador. Em consonância com isso, ela organizou um Dia de Leitura anual na Residência, que emparelhou graduados de programas de alfabetização de adultos com crianças em idade escolar de todo o estado. Ela também fez da Residência do Governador uma vitrine para as artes de Indiana com a criação da Série de Artes da Primeira Dama, apresentando novas exposições a cada trimestre de artistas de Indiana, e o anual Dia com as Artes, co-organizado pela VSA de Indiana, que recebeu mais de 800 crianças com deficiência e voluntários para atividades artísticas e oficinas. O'Bannon, que há muito defendia pessoas com deficiência, levantou mais de 1,2 milhão de dólares em fundos privados para reformar a Residência do Governador para torná-la acessível para pessoas com deficiência.

### Construção de uma comunidade globalizada
Como primeira-dama, O'Bannon liderou três delegações internacionais do Programa Embaixador People to People —Rússia em 1999, e África do Sul em 2001 e 2003 — que incluíam líderes de Indiana nas áreas de educação, artes, governo, liderança de fundações, saúde e HIV/AIDS e desenvolvimento comunitário.

### Trabalho com outras primeiras-damas

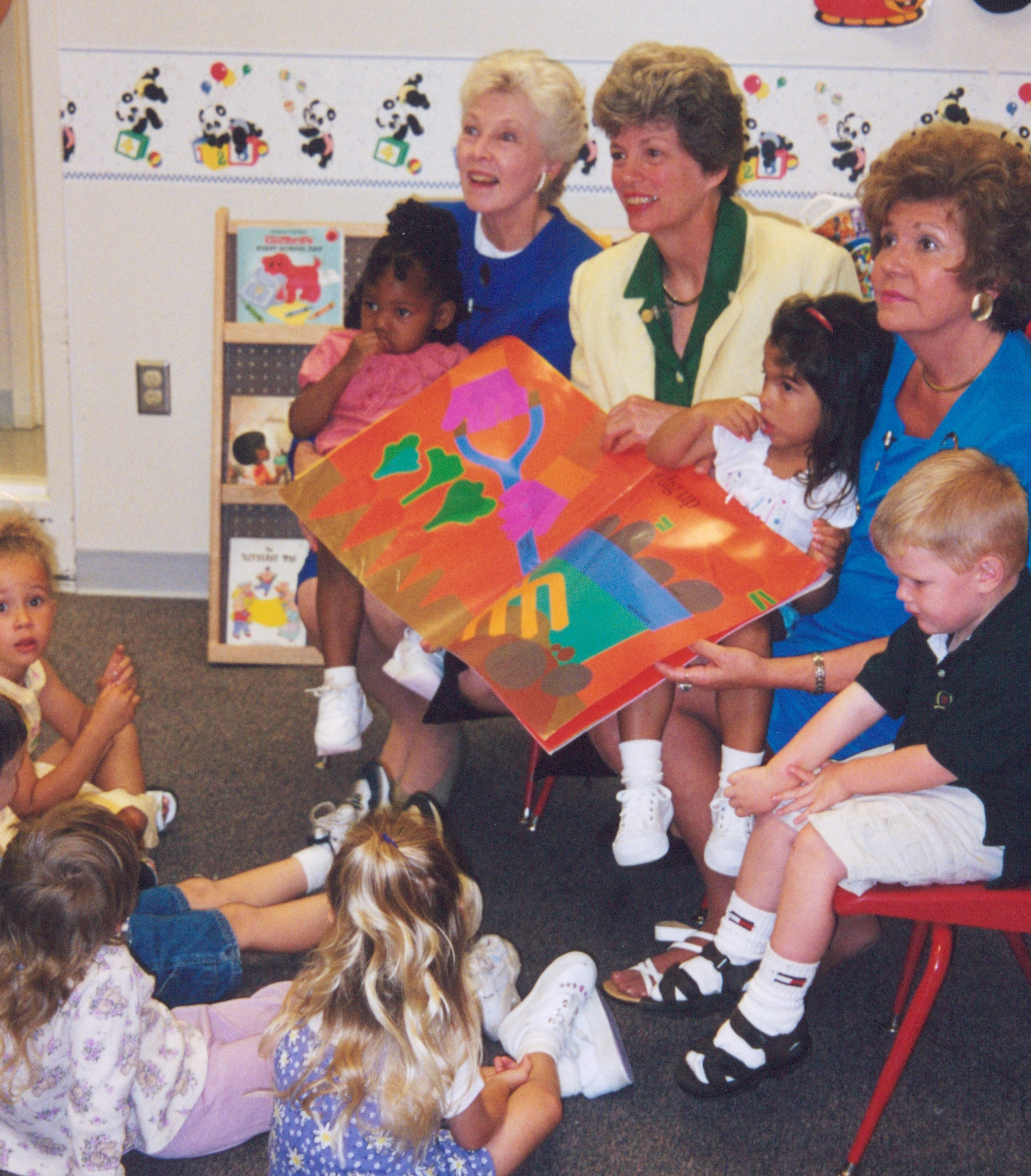
A primeira-dama de Indiana Judy O'Bannon, a primeira-dama de Ohio Hope Taft e a primeira-dama de Kentucky, Judi Patton, filmam um anúncio de serviço público em 14 de junho de 2000, em uma escola em Covington, KY, promovendo a leitura e a educação infantil.

Durante seus anos como primeira-dama, O'Bannon participou ativamente do Programa de Cônjuges da Associação Nacional de Governadores (abreviado do inglês: NGA), incluindo seminários para funcionários dos cônjuges dos governadores. Ela também co-organizou com seu marido a Reunião Anual da NGA de 2003 em Indianápolis. O'Bannon também atuou em iniciativas conjuntas com seus colegas em outros estados, incluindo a promoção da leitura e da educação infantil ao lado da primeira-dama de Ohio, Hope Taft, e da primeira-dama de Kentucky, Judi Patton.

## Destaque do Emmy Award como produtora e apresentadora
Trabalhando com a WFYI-TV, O'Bannon ajudou a desenvolver a série de televisão pública Communities Building Community em 2003 como resultado de seu foco em comunidades como primeira-dama. O'Bannon trabalhou como apresentadora, co-produtora e escritora do programa. A série, que foi ao ar por três temporadas, com episódios únicos adicionais sendo exibidos posteriormente, contou com histórias de todo o estado, destacando as muitas maneiras pelas quais os Hoosiers "estão trabalhando para fortalecer suas comunidades". Em 2008, O'Bannon e o co-produtor Gary Harrison ganharam o prêmio Emmy Award, do Lower Great Lakes Chapter, da Academia Nacional de Artes e Ciências Televisivas (abreviado do inglês: NATAS) pelo Programa Regularmente Agendado de Relações Públicas para o episódio 301, intitulado "The Neighborhood". Mais recentemente, O'Bannon apresentou o Foreign Exchange de Judy O'Bannon, que vai ao ar periodicamente na WFYI-TV, oferecendo uma coleção de histórias de vários países focadas em "pessoas que estão encontrando novas maneiras de usar sua mente, corpo e espírito para ajudar mudar seu mundo para melhor." O'Bannon também liderou o desenvolvimento e co-produziu vários programas que incluíram entrevistas de longa duração com indivíduos notáveis e perspectivas sobre questões comunitárias relevantes. Em 2012, O'Bannon foi, mais uma vez, reconhecida com o prêmio Emmy do NATAS Lower Great Lakes Chapter como co-produtora de Self Sacrifice: A Son, A Soldier, A Suicide, que se concentrou na "enormidade do suicídio no militar" e contou a história do chanceler Keesling, um soldado Hoosier que tirou a própria vida em 2009.

## Editora O'Bannon
De 2003 a 2022, O'Bannon atuou como presidente da O'Bannon Publishing Company, editora de dois jornais semanais no sul de Indiana, The Corydon Democrat do condado de Harrison e Clarion News do condado de Crawford. O avô de Frank O'Bannon, Lew O'Bannon, comprou o Corydon Democrat em 1907. Durante o tempo de sua liderança, The Corydon Democrat foi reconhecido como um jornal semanal Blue Ribbon pela Hoosier State Press Association. A coluna de O'Bannon, "Community Conversations", apareceu regularmente no The Corydon Democrat . Em 30 de junho de 2022, O'Bannon anunciou a venda do The Corydon Democrat e do Clarion News para o Paxton Media Group.

## Participação em campanhas políticas
Membro do Partido Democrata, O'Bannon foi ativa em todas as campanhas de seu marido ao longo de sua carreira no Senado do Estado de Indiana, vice-governador de Indiana e governador de Indiana. Ela permaneceu ativa na política local, estadual e nacional. Em 2008, ela trabalhou como co-presidente de Indiana para Hillary Clinton e fez campanha para ela nas primárias do estado, viajando pelo estado frequentemente com o ex- presidente Bill Clinton. Ela endossou e fez campanha para Barack Obama nas eleições gerais daquele ano, quando ele venceu Indiana, o primeiro candidato presidencial democrata a fazê-lo desde 1964. Em 2016, ela apoiou e fez campanha para Hillary Clinton para presidente e para a chapa democrata estadual de Indiana, incluindo o candidato ao governador John R. Gregg, que atuou como presidente da Câmara durante o tempo de Frank O'Bannon como governador, e a candidata a vice-governadora Christina Hale, que havia servido na equipe do Gabinete do Governador de Frank O'Bannon.

## Homenagens e reconhecimentos
Em maio de 2015, o Museu Estadual de Indiana reconheceu O'Bannon com o Heritage Keeper Award por suas muitas contribuições ao museu e ao estado de Indiana. Além disso, o museu renomeou seu salão principal como Frank and Judy O'Bannon Great Hall, reconhecimento, em parte, pela defesa e apoio que ambos O'Bannons forneceram ao museu por mais de três décadas (Judy O'Bannon foi um membro de longa data do Conselho de Administração do museu, e Frank O'Bannon liderou os esforços na legislatura e, em seguida, como vice-governador e governador para financiar e, finalmente, construir o novo edifício do museu estadual como a pedra angular do White River State Park).
Em 2013, o NUVO newsweekly homenageou as contribuições de O'Bannon para a comunidade, as artes e a cultura com seu "Prêmio Cultural Vision: reconhecimento de realizações ao longo da vida", destacando que "(...) O'Bannon. Mas ela prefere chutar os calcanhares - e isso é, quase literalmente, o que ela continua a fazer como estadista e ativista comunitária: viajar pelo estado e pelo mundo, fazer discursos, fazer perguntas e descobrir maneiras de resolver problemas globais com soluções locais."
O Frank and Judy O'Bannon Old Northside Soccer Park foi alterado em 2004 pela cidade de Indianápolis para reconhecer as contribuições dos O'Bannons para a revitalização do Old Northside Historic District, onde viveram durante os oito anos em que trabalhou como vice-governador. A Girls, Inc. of Greater Indianapolis homenageou O'Bannon em 2008 com o Touchstone Award por suas realizações pessoais e profissionais que servem para "inspirar as meninas a serem fortes, inteligentes e ousadas". Como parte de seu O'Bannon Institute for Community Service, em homenagem a Frank O'Bannon, IvyTech Community College of Indiana (o sistema de faculdades comunitárias que ele defendeu e assinou em lei) criou o Judy O'Bannon Youth Leadership Academy "para envolver jovens líderes de diversas origens e experiências em um programa inovador e criativo projetado para promover o compromisso e o engajamento cívico".
Em 16 de novembro de 2016, O'Bannon foi homenageada pela Associação Indiana para o Desenvolvimento Econômico Comunitário por "uma vida inteira de avanços nas comunidades", enfatizando que "Judy é uma defensora em tempo integral dos bairros e do desenvolvimento comunitário. Sem orçamento para viagens, sem experiência profissional específica e sem mandato exigindo que ela faça isso, Judy viaja pelo estado pregando a importância da cooperação do bairro e da revitalização da comunidade. Ela preside o Indiana Main Street Council desde 1986, é ativa em programas locais e desempenha um papel importante, mas não visto, em manter o desenvolvimento comunitário e a legislação relacionada vivos na Assembleia Geral de Indiana."
Reconhecendo seus mais de 50 anos de trabalho pessoal e advocacia pública, foi anunciado em 23 de junho de 2020, que O'Bannon receberia o Prêmio Williamson Indiana Landmarks 2020 por "excelente liderança em preservação histórica" em sua reunião anual virtual em 12 de setembro de 2020. Com o anúncio, a Indiana Landmarks, a destaco: "Por cinco décadas, a ex-primeira-dama de Indiana tem sido uma líder relacionável, preservadora prática e defensora do valor dos lugares históricos. Ela ajudou a lançar o programa Indiana Main Street, desempenhou um papel fundamental em salvar estruturas individuais significativas, engajou inúmeros Hoosiers nos esforços de preservação e produziu uma série de TV premiada demonstrando o impacto que a preservação pode ter nas comunidades."